# Winneberg (Altusried)
Winneberg ist ein Ortsteil und Weiler der Gemeinde Altusried im bayerisch-schwäbischen Landkreis Oberallgäu. 

## Geschichte
Der Ort wurde 1430 erstmals erwähnt. Es war ein stiftkemptisches Lehen.  
1593 und 1617 bestand der Ort aus vier Gütern und Familien. 1871 wohnten im Ort 21 Personen, 1925 waren es 29 und 1950 lebten dort 37 Personen. 